# プロコラーゲンNエンドペプチダーゼ
プロコラーゲンNエンドペプチダーゼ(Procollagen peptidase、EC 3.4.24.14)は、procollagen N-terminal peptidase、procollagen aminopeptidase、aminoprocollagen peptidase、aminoterminal procollagen peptidase、procollagen aminoterminal protease、procollagen N-terminal proteinase、type I/II procollagen N-proteinase、type III procollagenとも呼ばれる、コラーゲンの分解に関連するエンドペプチダーゼである。このプロテアーゼは、プロコラーゲンの末端のペプチドを除去する。この酵素の欠乏は、エーラス・ダンロス症候群を引き起こす。
この酵素は、ラットやヒトの皮膚に存在する。